# Jorge Lascelles, 7.º Conde de Harewood
Jorge Lascelles, 7.º Conde de Harewood (nome pessoal (em inglês): George Henry Humbert Lascelles) KBE (7 de fevereiro de 1923-11 de julho de 2011) foi o filho mais velho de Henrique Lascelles, 6.º Conde de Harewood (1882-1947) e de Maria, Princesa Real (1897-1965), a única filha do rei Jorge V do Reino Unido e da rainha  Maria de Teck. Um primo-irmão da rainha Isabel II do Reino Unido, ele sucedeu seu pai como Conde de Harewood em 24 de maio de 1947. 
Jorge Lascelles foi a única pessoa que serviu como Counsellor of State sem ter um título real, ocupando tal cargo de 1945 até 1951 e de 1952 até 1956.

## Biografia

### Educação e carreiras
Nascido em Harewood House, a mansão da família Lascelles em Yorkshire, O Honorável Jorge Lascelles teve como padrinho e madrinha no seu batismo seus avós, o rei Jorge V e a rainha Maria. Em maio de 1937, ele, então estilizado "Visconde Lascelles", em virtude da morte de seu avô paterno, serviu como Pajem de Honra ao seu tio, o rei Jorge VI. 
Jorge Lascelles foi educado em Eton College e em King's College, Cambridge. Subsequentemente, entrou para a Grenadier Guards, onde foi Capitão. Durante a Segunda Guerra Mundial, ele lutou na Itália. O exército alemão o capturou e o manteve como prisioneiro de guerra na Oflag IV-C entre 1944 e maio de 1945. De 1945 até 1946, foi oficial ajudante pessoal de seu tio-avô, Lord Athlone, que era Governador-geral do Canadá. 
Entusiasta por música, Lord Harewood devotou-se muito à ópera. Ele trabalhou como editor da revista Opera de 1950 até 1953 e foi diretor da Royal Opera House (1951-1953 e 1969-1972). Lascelles foi presidente da comissão de diretores de English National Opera (1986-1995); diretor musical do ENO (1972-1985); diretor artístico dos festivais de Edimburgo, Leeds, Adelaide; e diretor administrativo da companhia Opera North (1978-1981). 
Lord Harewood foi um governador da British Broadcasting Corporation (1985-1987) e  presidente da Board of Film Classification, o órgão britânico que cuida da classificação dos filmes do país (1985-1996).
É autor e editor de três livros: Complete Opera Book, de Gustav Kobbé (editado em 1954, agora The New Kobbé's Opera Book, editado em parceria com Antony Peattie; última edicação em 1997), The Tongs and the Bones (uma autobiografia, de 1981) e Kobbé's Illustrated Opera Book (editado em 1989). 
De 1962 até 1967, foi o reitor da Universidade de Iorque. A rainha Isabel II do Reino Unido condecorou-o com a Ordem do Império Britânico em 1986. 
Entre os outros interesses de Jorge Lascelles, está o futebol. Ele serviu como presidente da Football Association (1963-1972). Desde 1983, é presidente do Leeds United Football Club.

### Casamentos e filhos
Em 29 de setembro de 1949, lorde Harewood casou-se com Marion Stein (n. 1926), pianista de concerto e famosa vocalista de ópera austríaca. Marion era filha de Edwin Stein, um divulgador de música de Viena. Lorde e lady Harewood tiveram três filhos:
- David Lascelles, 8.º Conde de Harewood, nascido em 21 de outubro de 1950
- James Lascelles, nascido em 5 de outubro de 1953
- Jeremiah Lascelles, nascido em 14 de fevereiro de 1955

O casamento terminou em divórcio em 1967, tendo sido considerado um escândalo na época. Marion posteriormente desposou o político liberal Jeremy Thorpe. 
Lorde Harewood, em 31 de julho de 1967, casou-se com Patricia Tuckwell (n. 1926), violinista australiana e irmã do músico Barry Tuckwell. Eles tiveram um filho:
- Mark Lascelles, nascido em 4 de julho de 1964.

Como Mark nasceu antes do casamento de seus pais, ele e seus descendentes não estarão na linha de sucessão ao trono britânico ou poderão herdar o condado de Harewood.

### Falecimento
Faleceu em Leeds, West Yorkshire na Inglaterra em 11 de julho de 2011. Encontra-se sepultado em Harewood, All Saint's Church, Harewood, West Yorkshire na Inglaterra.

## Títulos
- O Honorável Jorge Lascelles (7 de fevereiro de 1923 – 6 de outubro de 1929)
- Jorge Lascelles, Visconde Lascelles (6 de outubro de 1929 – 24 de maio de 1947)
- Jorge Lascelles, 7º Conde de Harewood (24 de maio de 1947 – 11 de julho de 2011)